# Marc Ravalomanana
Marc Ravalomanana (Imerinkasinina, 12 de dezembro de 1949) é um comerciante, político e líder religioso malgaxe, foi presidente de Madagáscar de 2002 até 2009. Casado e com quatro filhos, nasceu na área metropolitana de Antananarivo, a capital do país.
Autodidata tanto na política como nos negócios, se enriqueceu mediante o sucesso da empresa de produtos lácteos Tiko S. A. Graças aos apoios do Governo malgaxe e do Banco Mundial, conseguiu converter uma empresa familiar numa das maiores corporações empresariais de Madagáscar. Este sucesso como empresário lhe serviu para se ganhar uma reputação de homem empreendedor, que o levaria finalmente à atividade política.
Em 1999, foi eleito prefeito de Antananarivo numa lista independente, denominada Associação Tiako'i Arivo ("Amo a Antananarivo"). Sua etapa como prefeito se caracterizou pelas numerosas obras de melhoria da infraestrutura da capital malgaxe, e medidas para acabar com a pobreza urbana.
Em outubro de 2001, Ravalomanana converteu-se em vice-presidente e principal patrocinador da da Igreja de Jesus Cristo em Madagáscar (Église de Jésus-Christ à Madagascar), FJKM em sua sigla malgaxe), igreja protestante que faz parte do Conselho das Igrejas Cristãs de Madagáscar. Sua participação na vida religiosa do país, unida a sua fama de empresário de sucesso, serviu-lhe para aumentar sua popularidade e para impulsionar sua carreira política, apesar de não fazer parte de nenhum partido político oficial.
Esta popularidade levou-lhe a anunciar sua candidatura às eleições presidenciais do ano de 2001. O anúncio realizou-o numa igreja FJKM em Imerinkasinina, sua localidade natal. A combinação de fervor político, apoiado em sua experiência como prefeito da capital, e religioso, num país onde a maior parte da população professa a fé cristã, lhe converteram no candidato revelação das eleições presidenciais daquele ano.
Foi eleito em dezembro de 2001, em meio a acusações contra o ex-presidente Didier Ratsiraka de fraude eleitoral, tomando posse a 6 de maio de 2002.
Em 17 de março de 2009, Ravalomanana renunciou à presidência do país, após Andry Rajoelina retirar Ravalomanana do cargo a força.